# ハンス・アルベルト・アインシュタイン
ハンス・アルベルト・アインシュタイン（Hans Albert Einstein、1904年5月14日 - 1973年7月26日）は、スイス系アメリカ人の工学者、教育者である。アルベルト・アインシュタインとミレヴァ・マリッチの間に生まれた第2子であり長男である。カリフォルニア大学バークレー校の水理学の教授を長く務めた。
開水路中の流砂、特に掃流砂の移動形態に関する研究などで有名であり、「アインシュタイン型掃流砂量式」などに名を残している。

## 若年期
ハンス・アルベルト・アインシュタインは、1904年5月14日にスイス・ベルンで生まれた。父はアシュケナジムユダヤ人のアルベルト・アインシュタインで、当時、特許局職員として働いていた。母はセルビア正教信者のミレヴァ・マリッチである。2人の間には、1902年にハンスの姉となるリーゼルが生まれていたが、消息は不明である。1910年に弟のエドゥアルトが生まれた。両親は5年間の別居の後、1919年に離婚した。

## キャリア
アインシュタインは、両親と同じチューリッヒのスイス連邦工科大学に入学し、1926年に土木工学の学位を取得した。1926年から1930年までは、ドルトムントの橋梁プロジェクトで鉄鋼設計者として働いていた。1931年から1938年までは、チューリッヒ工科大学に新たに設立された水理・土質力学研究所(VAWE)で研究員として働いた。1936年、同研究所で技術科学博士号を取得した。博士論文『確率問題としての掃流荷重輸送』は、運搬作用に関する決定的な著作とされている。
父アルベルトは、ナチスの反ユダヤ主義の脅威から逃れるため、1933年にドイツを離れた。アインシュタインは、父のアドバイスを受けて、1938年にサウスカロライナ州グリーンビルに移住した。1938年から1943年まで農務省に勤務し、土砂の輸送について研究した。1943年にカリフォルニア工科大学に移籍して研究を続けた。1947年に、カリフォルニア大学バークレー校の水理学の准教授に就任し、その後、正教授、名誉教授に昇進した。

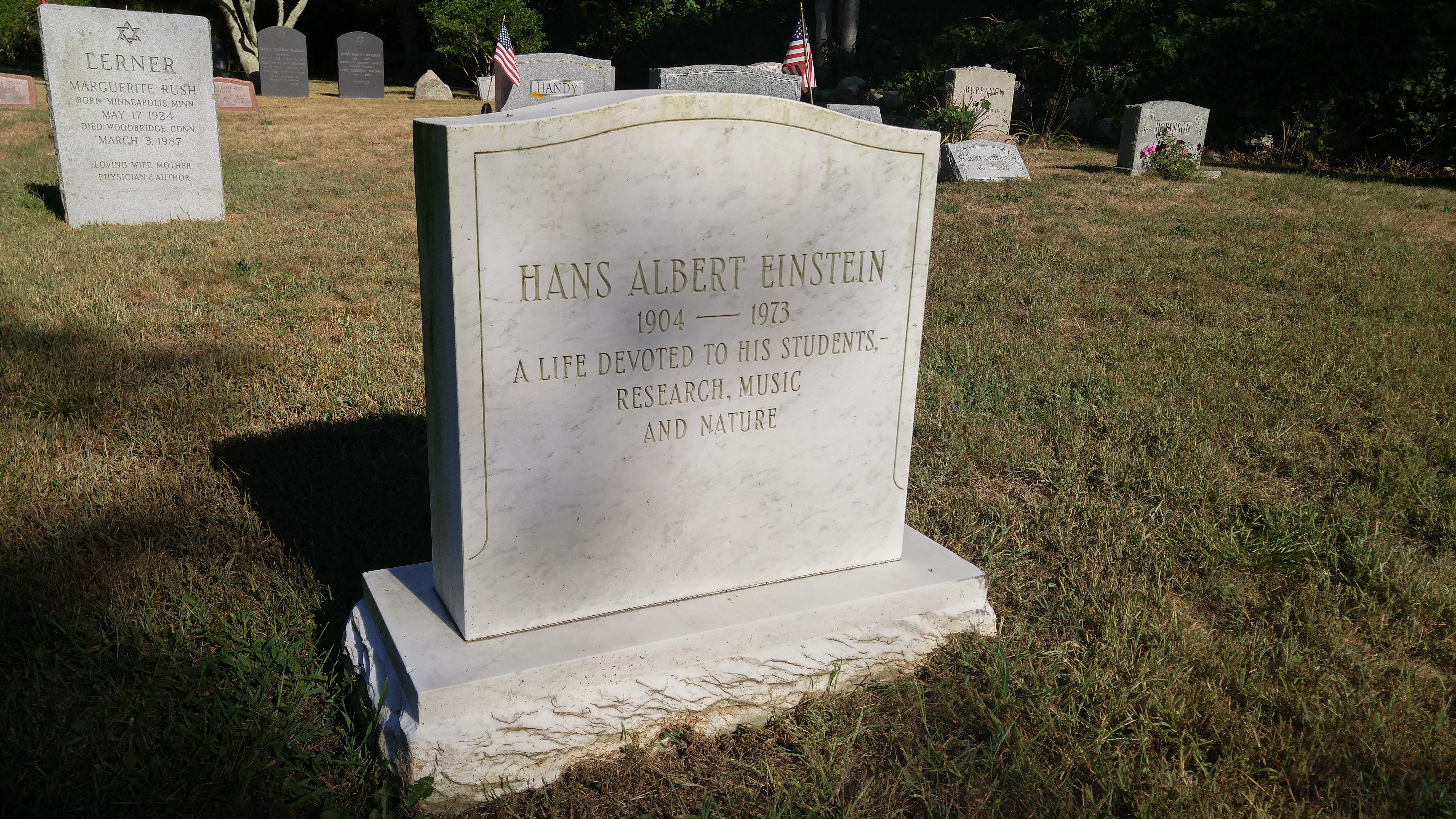
マサチューセッツ州ウッズホールのウッズホール墓地にあるハンス・アルベルト・アインシュタインの墓碑銘。"A life devoted to his students, Research, Music and Nature"と刻まれている。

アインシュタインは、水理学関連の会議に参加するために世界各地を訪問した。1973年7月26日、マサチューセッツ州ウッズホールで開催されたシンポジウムに参加中に倒れ、心不全のため69歳で死去した。遺体はウッズホールの墓地に埋葬されている。
論文は、カリフォルニア大学リバーサイド校の水資源コレクション・アーカイブとアイオワ大学のSpecial Collections and Archivesに所蔵されている。

## 賞と栄誉
グッゲンハイム・フェローシップ（1953年）、米国土木学会研究賞（1959年、1960年）、カリフォルニア大学バークレー校表彰（1971年）、農務省功労賞（1971年）などの賞と栄誉を受けている。
アインシュタインの水理学への貢献を称えて、彼の元大学院生が1972年にSedimentation: Symposium to Honor Professor H.A. Einstein を出版した。 
米国土木学会は、浸食防止や、堆積・水路の開発で優れた業績を称えて、1988年にハンス・アルバート・アインスタイン賞を設立した。

## 私生活
1927年、ハンス・アルベルト・アインシュタインはフリーダ・クネヒト(Frieda Knecht)と結婚した。父アルベルトは、フリーダに対して否定的だった（アルベルトの父母（ハンス・アルベルトの祖父母）も、ミレヴァに対して否定的だった）。アインシュタインとフリーダの間には、以下の4人の子供がいた。
- ベルンハルト・ツェーザー・アインシュタイン（Bernhard Caesar Einstein、1930年7月10日 - 2008年9月30日）[12] - 工学者
- クラウス・マーティン・アインシュタイン（Klaus Martin Einstein、1932年 - 1939年）[13] - 6歳でジフテリアのため死亡。
- デビッド・アインスタイン（David Einstein、1939年10月 - 11月）[14] - 生後1か月で死去。
- イヴリン・アインスタイン（Evelyn Einstein、1941年3月28日 - 2011年4月13日） - 生後すぐにアインシュタイン家に養子に迎えられた[15]。

フリーダは1958年に亡くなり、1959年6月に神経化学者のエリザベス・ロボーツ（1904年 - 1995年）と結婚した。
1955年4月に父アルベルトが倒れた際に、ハンス・アルベルトは、父が入院したプリンストン病院に駆けつけ、まだ意識のあった父と面会している。その数日後にアルベルト・アインシュタインは死去した。
アインシュタインは船の操縦が趣味で、同僚や家族を連れてサンフランシスコ湾で頻繁にクルーズをしていた。また、実地見学や研究旅行の際には、何千枚もの写真を撮り、その多くを自分で現像してスライドショーとして発表していた。また、父アルベルトと同様に音楽が好きで、フルートやピアノを演奏していた。